# Large-scale integration
Large-scale integration (LSI) je v informatice název jedné z generací technologie výroby polovodičových integrovaných obvodů s vyšší mírou integrace. Označení definuje míru integrace polovodičových prvků na jednom čipu (tj. počet prvků/tranzistorů na malé polovodičové destičce uvnitř integrovaného obvodu – tzv. die). Pomocí technologie LSI byly vyráběny integrované obvody pro TTL logiku (transistor-transistor logic), což byly obvody z řady 74xx (54xx) a jejich deriváty od dalších výrobců. Obvykle jsou technologií LSI vyráběny sekvenční logické obvody obsahující větší počet logických hradel. Nástupcem technologie LSI byla technologie VLSI (very-large-scale integration).